# Barbara Meier
 (avril 2016).
Si vous disposez d'ouvrages ou d'articles de référence ou si vous connaissez des sites web de qualité traitant du thème abordé ici, merci de compléter l'article en donnant les références utiles à sa vérifiabilité et en les liant à la section « Notes et références ».
Barbara Meier, née le 25 juillet 1986 à Amberg, est un mannequin allemand qui a remporté le second cycle de Germany's Next Topmodel.

## Filmographie
Cinema
- 2011: Schreie der Vergessenen

Télévision
- 2013 : Portrait d'un meurtrier (Schon wieder Henriette) de Nikolaus Leytner : Hartmut Ille